# 玉环的名称
玉环的名称介绍了玉环市的名称来历。908年，为避吴越国王钱镠名讳，乐清县辖区的木榴屿改名“玉环”。“玉环”这一名称的来源众说纷纭，一般认为语出史书《海岛奇观》或《太平寰宇记》之“晨雾绕岛、形状如环；上有流水，洁白如玉”。玉环还有地肺山、榴屿、玉瑠山等多个古称，亦有一个“榴岛”的称呼沿用至今，作为玉环之代称。
玉环市是中华人民共和国浙江省的一个直辖县级市，由台州市代管。位于台州市东南面、浙江省东南沿海，长三角经济圈南部；东临东海，南濒洞头洋与温州市相连，西隔乐清湾与乐清市相望，北与温岭市接壤。地势北高南低，丘陵平原相间。境内岛屿林立，海礁棋布，全境由楚门－玉环半岛及鸡山、披山等55个岛屿组成，是全国14个海岛县之一:1885。

## 玉环
玉环古称地肺山、榴屿、玉瑠山、木榴屿，这些名称的来源据《乐清县志》记载，是因乐清东南海中有地肺山，一名木榴山。木榴即石榴，石榴花现在则是玉环的市花。1998年9月10日，玉环县第十二届人大常委会第四次会议确定文旦树为县树，石榴花为县花。
唐天祐四年（907年），朱温篡夺唐朝政权称帝，建立后梁，后基本统一黄河流域；而吴国实力相比之下显得非常弱小。朱温即位后，封吴国国王钱镠为吴越王兼淮南节度使，以示荣宠和拉拢，吴越国也自此创建。梁开平二年（908年），为避朱温父朱诚名讳，钱镠主动奏请改乐成县为乐清县。同时，为避自己名讳，将乐清县辖区的木榴屿改名为“玉环山”。据调查，“玉环”一词最早出现在史书《太平寰宇记》中；王十朋所作短诗《次韵宝印叔观海》则是最早传递出玉环境名更迭信息的一首诗词，并体现出当时玉环改名已久，成为了既定事实，连同其注释成为了研究玉环名称来历的重要史料。
至于“玉环”一称的来源，历来众说纷纭。清雍正十年（1732年）编成的《特开玉环志》和清光绪六年（1889年）编成的《玉环厅志》上，就已经碰到了这一问题。20世纪80年代编纂《玉环县志》时，当地的史志工作者、文史学者通过论证和探索，在一些问题上形成了许多共识，包括改名原因、时间等。但在“玉环”词源上，当时研讨的专家一共提出了五种说法：
1. 遗环说。传说是宋高宗南渡时遗落宝玉环在此而得名，《玉环厅志》、《特开玉环志》中均有记载。[3][7]但境名“玉环”一词最早出现在成书于976年至983年间的《太平寰宇记》中，早于宋高宗南渡（1130年）150年的时间，故不可靠。
2. 地理说。《太平县志》、《府志》、《太平寰宇记》等史志中记载“玉环山又名女山，状如玉环，形势回旋，一名木榴屿，又名地肺山，在海中，周五百余里，去郡二百里。上有流水，洁白如玉，因以为名……”。
3. 音转说。将“木榴”音变为“玉榴”，然后因避讳改“玉环”。
4. 贵妃说。因杨玉环和其居住的海上仙山蓬莱岛与木榴山相似而得名。
5. 状貌说。因玉环岛四周环水，近似近似圆形玉环之特征。

以上说法至今没有统一，而玉环县编史修志办公室也未找到确切答案的史料，从而导致《玉环县志》中回避了地名来源的记载；《玉环县志》的《附录一：境名史料选辑》则在介绍名称沿革并摘录一些与名称相关的史料后，以“至于玉环名称的由来及含义，历来诸说纷纭，本资料不录”做了圆场。目前为了方便表述，一般认为玉环一名来自史书《海岛奇观》（一说来自《太平寰宇记》）中“晨雾绕岛、形状如环；上有流水，洁白如玉”的记叙。而在各种场合介绍时，口径也常常无法统一。

## 榴岛
玉环因玉环本岛地形似石榴花，故又称“榴岛”，这一名称沿用至今，现为玉环的代称、别称。玉环市传媒中心（玉环市广播电视台）推出的多档节目也含有“榴岛”一词，如《榴岛面对面》、《榴岛先锋》等。

## 榴屿
从王十朋《次韵宝印叔观海》可知，玉环有榴屿的古称。这一称呼也被作为玉环的别称，但流传不广。

## 延伸阅读
- 陈志鹏. . 今日玉环. 2014-02-27  [2018-11-24]. （原始内容存档于2019-09-17）.
- 浙江省玉环县编史修志委员会. . 玉环县志 (上海: 汉语大词典出版社). 1994. ISBN 7-5432-0111-9.[]